# Paul Josef Cordes

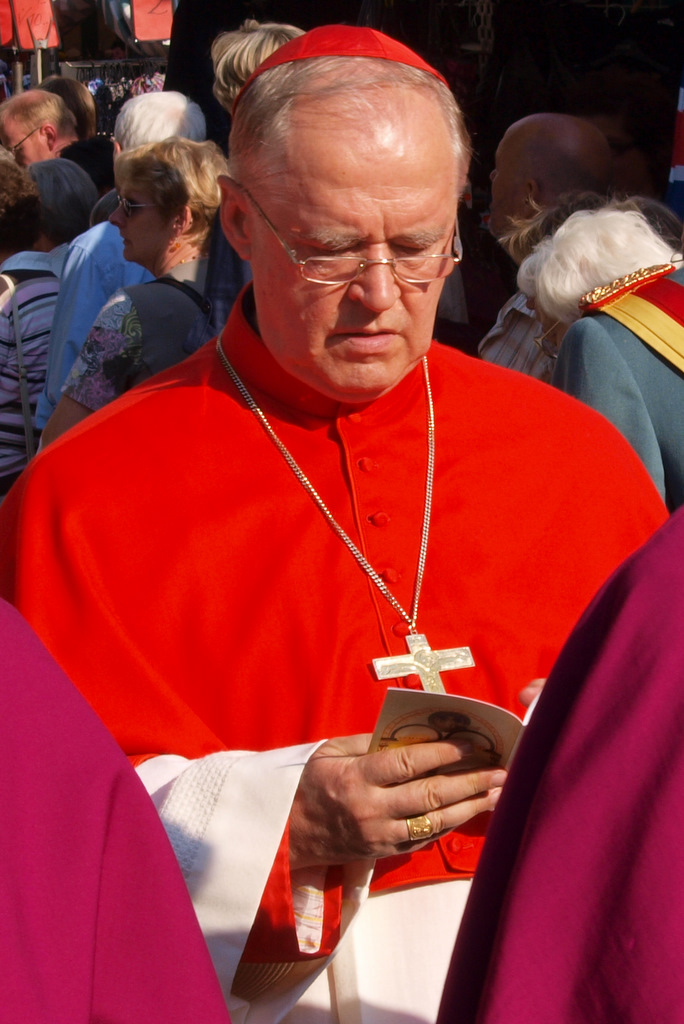
Paul Josef Kardinal Cordes beim Liborifest 2008 in Paderborn

Wappen von Paul Josef Kardinal Cordes

Paul Josef Kardinal Cordes (* 5. September 1934 in Kirchhundem; † 15. März 2024 in Rom) war ein deutscher Geistlicher, Weihbischof in Paderborn und Kurienkardinal der römisch-katholischen Kirche.

## Leben
Paul Josef Cordes studierte nach seinem Abitur 1955 am heutigen Rivius-Gymnasium in Attendorn zunächst Humanmedizin an der Westfälischen Wilhelms-Universität in Münster. Dort trat er als Mitglied der katholischen Studentenverbindung KDStV Sauerlandia Münster im CV bei. Nach einigen Semestern wechselte er auf die Philosophisch-Theologische Fakultät in Paderborn. Dort wurde er auch Mitglied der KDStV Guestfalo-Silesia Paderborn im CV. 1986 war er Mitgründer der KAV Capitolina Rom im CV. Am 21. Dezember 1961 empfing Cordes in Paderborn durch Erzbischof Lorenz Jaeger das Sakrament der Priesterweihe. Nach verschiedenen Aufgaben im kirchlichen Dienst nahm er das Theologiestudium wieder auf und wurde 1971 bei Karl Lehmann in Mainz mit der Arbeit Sendung zum Dienst – exegetische, historische und systematische Studien zum Konzilsdekret „Vom Dienst und Leben der Priester“ an der katholisch-theologischen Fakultät der Johannes Gutenberg-Universität Mainz promoviert. Im darauf folgenden Jahr 1972 übernahm Cordes die Aufgaben eines Referenten für pastorale Fragen und eines Sekretärs der Pastoralkommission im Sekretariat der Deutschen Bischofskonferenz.
Am 27. Oktober 1975 wurde Cordes von Papst Paul VI. zum Titularbischof von Naissus und Weihbischof in Paderborn ernannt. Die Bischofsweihe empfing er am 1. Februar 1976 durch den damaligen Paderborner Erzbischof Johannes Joachim Degenhardt. Mitkonsekratoren waren die Paderborner Weihbischöfe Paul Nordhues und Paul-Werner Scheele. Cordes war seit 1980 Ehrendomherr des Paderborner Metropolitankapitels.
Papst Johannes Paul II. ernannte Paul Josef Cordes am 11. März 1980 zum Vizepräsidenten des Päpstlichen Rates für die Laien. Mit der Aufnahme der Tätigkeit im Dienst des Heiligen Stuhls erhielt er die vatikanische Staatsbürgerschaft, die funktionsbezogen und in der Regel auf die Dauer der Funktion im Vatikan beschränkt ist. Da sie grundsätzlich kumulierbar ist, wird sie zusätzlich zu einer bereits vorhandenen erworben. Paul Josef Cordes erarbeitete im Auftrag des Papstes das Konzept für ein internationales Jugendtreffen, das 1983/84 zum außerordentlichen Heiligen Jahr in Rom stattfand und aus dem sich wegen des großen Erfolgs die regelmäßigen Weltjugendtage entwickelten. Seit 1981 war Cordes Mitglied der Erzbruderschaft zur Schmerzhaften Muttergottes beim Campo Santo der Deutschen und Flamen.
Sein erstes Kurienamt hatte er bis zum 2. Dezember 1995 inne, als er zum Titularerzbischof von Naissus pro hac vice und zum Präsidenten des Päpstlichen Rates „Cor Unum“ ernannt wurde. Nach dem Tode Papst Johannes Pauls II. wurde Cordes von Benedikt XVI. am 21. April 2005 im Amt bestätigt.
Am 24. November 2007 nahm ihn Benedikt XVI. als Kardinaldiakon mit der Titeldiakonie San Lorenzo in Piscibus in das Kardinalskollegium auf. Zwischen Benedikt und Cordes bestand ein Vertrauensverhältnis, und Cordes arbeitete maßgeblich an Papst Benedikts erster Enzyklika „Deus caritas est“ von 2006 mit.
Sein aus Altersgründen vorgebrachtes Rücktrittsgesuch nahm Benedikt XVI. am 7. Oktober 2010 an.
Vom 12. bis 13. März 2013 nahm Cordes am Konklave zur Wahl eines neuen Papstes als Nachfolger von Benedikt XVI. teil, aus dem Jorge Mario Bergoglio als Papst hervorging.
Das Jubiläum zum 40. Jahrestag seiner Bischofsweihe feierte er 2016 in seiner Heimatgemeinde St. Peter und Paul in Kirchhundem. Am 19. Mai 2018 wurde er unter Beibehaltung seiner Titeldiakonie als Titelkirche pro illa vice zum Kardinalpriester ernannt.
Paul Josef Cordes starb am 15. März 2024 in einer Klinik in Rom und wurde in der Pfarrkirche St. Peter und Paul in Kirchhundem beigesetzt.

## Ehrungen und Auszeichnungen
- Im Jahr 2000 zeichnete die Fu Jen Catholic University in Taipeh Cordes mit der Ehrendoktorwürde aus. Am 1. Februar 2006 wurde ihm im Vatikan durch den deutschen Botschafter am Heiligen Stuhl das Große Verdienstkreuz mit Stern der Bundesrepublik Deutschland überreicht. Bundespräsident Horst Köhler würdigte damit Cordes’ herausragendes Engagement und sein Bemühen um internationale humanitäre Einsätze und um internationale Verständigung und interreligiöse Kooperation.
- Am 4. Dezember 2006 gab die Stadt Trier die Vergabe des Oswald-von-Nell-Breuning-Preises für das Jahr 2007 an Cordes (stellvertretend für Cor Unum) bekannt.
- Auf Beschluss des Rates der Gemeinde Kirchhundem vom 13. Dezember 2007 wurde Paul Josef Kardinal Cordes am 27. April 2008 die Ehrenbürgerschaft verliehen. Wenige Wochen vor seinem Tod 2024 gab es öffentliche Überlegungen in der Gemeinde, ob Cordes wegen seiner Haltung zu Missbrauchsvorwürfen der Ehrenbürgerwürde noch gerecht werden könne.[7]
- Cordes wurde mit den Ehrendoktorwürden der Seton Hall University (2008), der Katholischen Universität Lublin Johannes Paul II. (2009) und der Päpstlichen und Königlichen Universität des heiligen Thomas von Aquin in Manila (2009) ausgezeichnet.

## Publikationen
Einer breiteren Öffentlichkeit wurde Cordes besonders durch seine Untersuchung zur Rolle der Väter in der modernen Gesellschaft bekannt: Die verlorenen Väter – ein Notruf. Freiburg (Herder) 2002. Cordes analysiert Familienstruktur, Eherecht und Vaterrolle und kommt unter Berücksichtigung psychologischer Studien zu dem Ergebnis, dass die „Korrekturen“ der männlichen Identität verheerende Auswirkungen auf die seelische Gesundheit von Männern, Kindern und auf die Partnerbeziehungen hätten.
Besonders brisant und umstritten ist dabei Cordes’ Darstellung der möglichen Beziehung zwischen Vaterrolle, Gewaltbereitschaft von Vätern, Rechtsextremismus von Jugendlichen, Essstörungen und klinischer Depression bei Mädchen: „‚Frauenzentrierte Familien‘ lösen … gewaltförmige, demonstrative Männlichkeit unter Jugendlichen aus“ (S. 31). Cordes fordert daher die Rückkehr zu einem religiös fundierten Verständnis der Rollen von Männern und Vätern. Die Rolle des Mannes werde bestimmt durch die Ablösung von der Frau bzw. Mutter. „Der Junge muss lernen, nicht zur Frau zu werden“ (S. 32). Die Rolle des Vaters bestehe darin, die Beziehung des Kindes zur Mutter zu „entmischen“ (S. 25): „Es ist schließlich erst das Dazwischentreten des Vaters, durch das eine Mutter ihrem Kind zum Du wird. Sonst bildet sie mit dem Kind einen unauflösbaren Kokon, und hindert es, selbständig zu werden und sich der Wirklichkeit zu nähern.“ (S. 25) Im Anschluss an Erik Erikson betont Cordes die Unersetzlichkeit des Vaters für den Aufbau einer Identität und die Entstehung der Selbstachtung des Kindes: „‚Es gibt nämlich etwas, was nur ein Vater vermag: nur er kann das drohend Gebietende seiner Erscheinung durch das Hüteramt seiner leitenden, lenkenden Stimme ausgleichen.‘“ (S. 50, Zitat aus Eriksons Lutherstudie, S. 134)
Der Hauptteil der Darstellung befasst sich jedoch mit der religiösen Fundierung der Vaterrolle. In Abgrenzung zu Islam und Judentum arbeitet Cordes das Vaterbild des trinitarischen Gottesbegriffs heraus und vertritt die These, dass hinter der Vaterrolle in der Familie das christliche Gottesverständnis stehen müsse, um Orientierung zu geben und zugleich den Horizont zur transzendentalen Bedeutung des menschlichen Lebens hin zu öffnen. Damit sei Vaterliebe (in ihren zwei Bedeutungen) immer zugleich „Gottesliebe“.
Brisant ist seine Abgrenzung gegenüber dem Islam, wenn indirekt (in einer Berufung auf John Henry Newman), Theologen die Exkommunikation zugeordnet wird, falls sie den islamischen Gott mit dem christlichen identifizieren und den Islam als Offenbarung anerkennen (wahrscheinlich eine Anspielung auf Hans Küng) (S. 170f, Anm. 82, zu S. 140).
Zur Publikation Helfer fallen nicht vom Himmel. Caritas und Spiritualität, die von Jürgen Rüttgers und Franz Müntefering 2008 in Berlin der Öffentlichkeit vorgestellt wurde, schreibt Papst Benedikt XVI. im Geleitwort: „Ich freue mich, dass Kardinal Cordes mit großer Energie den Impuls aufgreift und ausfaltet, den ich mit meiner Enzyklika Deus caritas est anzustoßen versucht habe. Als einen Teil dieses seines Mühens begrüße ich sein Buch Helfer fallen nicht vom Himmel. Caritas und Spiritualität, in dem von vielen Seiten her gezeigt wird, was alles in dem Grundwort Caritas (Liebe) enthalten ist. So wünsche ich dem Buch ein aufmerksames Zuhören, das in die Herzen dringt und über das Hören und Lesen hinaus zum Tun der Liebe wie zu vertiefter Gemeinschaft mit Jesus Christus führt.“
In einer Rezension von Cordes’ Buch Besiege das Böse mit dem Guten. Grenzen der Psychologie und die Kraft des Glaubens (Sankt Ulrich Verlag, Augsburg 2009) in der FAZ heißt es: „Vor nicht allzu langer Zeit hätte man ein solches Buch als unpolitisch und höchst unaktuell betrachtet. […] Vielleicht bedurfte es der Erschütterung in den westlichen Gesellschaften durch eine globale Finanz- und Wirtschaftskrise, um den ersten Satz des Buches von Kardinal Cordes richtig zu verstehen: ‚Wohl niemand wird bestreiten, dass uns das Böse fasziniert.‘ Oder einen weiteren: ‚Die grausame Niedertracht von Zeitgenossen lässt uns immer neu schockartig erwachen.‘ Wieso ‚das Böse‘, wieso ‚die Niedertracht‘, hätte man vor kurzem noch unschuldig gefragt und mit flinken Erklärungen das Betreffende genauso (vermeintlich) entsorgt wie faule Kredite.“

## Positionen und Kritik
In einem Interview mit der Tagespost sagte Paul Josef Cordes im Jahr 2019 über die Protestbewegung Maria 2.0: „Das Erbe Judith Butlers, der Prophetin des modernen Feminismus, in den Namen der Gottesmutter Maria hineinzudeuten, ist ein freches Lügenmanöver. Offenbar ist diesen Initiatoren zudem entgangen, dass ihre Urmutter inzwischen ins Lager der Moslems übergelaufen ist. Ob sie ihr immer noch nacheifern wollen?“ Er verwies auf das von Papst Johannes Paul II. im Jahr 1988 veröffentlichte Apostolische Schreiben „Mulieris Dignitatem“ (Würde der Frau). Dort gehe der Papst ausführlich auf die „zwei einzelnen Dimensionen der Berufung der Frau im Licht der göttlichen Offenbarung“ ein, die der Mutterschaft und der Jungfräulichkeit. Mit diesen Aussagen stieß er bei Aktivistinnen der Reformbewegung auf Kritik und Ablehnung.
Am 10. März 2023 veröffentlichte die Frankfurter Allgemeine Zeitung einen Leserbrief von Cordes zum sexuellen Kindesmissbrauch. Darin verteidigt er das Verhalten der Bischöfe gegenüber verdächtigen Priestern. Am 15. März 2023 folgte eine Reihe von Reaktionen darauf. Noch wenige Wochen vor seinem Tod gaben Bürgermeister und Gemeinderat von Kirchhundem Überlegungen bekannt, Cordes aufgrund seiner Aussagen die 2008 verliehene Ehrenbürgerschaft zu entziehen.

## Mitgliedschaften
Paul Josef Kardinal Cordes war Mitglied der folgenden Dikasterien und Kommissionen der römischen Kurie:
- Kongregation für die Selig- und Heiligsprechungsprozesse (seit 2008[14], bestätigt 2013[15])
- Kongregation für die Evangelisierung der Völker (seit 2008)[14]
- Kongregation für den Klerus (2008[14] bis 2014[16])
- Kongregation für die Bischöfe (seit 2010)[17]
- Päpstlicher Rat für Gerechtigkeit und Frieden (seit 2008)[14]

## Schriften
- Paul Josef Cordes: Den Geist nicht auslöschen. Charismen und Neuevangelisierung. Herder, Freiburg 1990, ISBN 3-451-22094-6.
- Paul Josef Cordes: Die verlorenen Väter. Ein Notruf. Herder, Freiburg 2002, ISBN 3-451-27786-7.
- Rez. von Manfred Hermanns zu Paul Josef Cordes: Den Geist nicht auslöschen. Freiburg 1990. In: Karl Hugo Breuer (Hrsg.): Jahrbuch für Jugendsozialarbeit, Band XII, Köln 1991, S. 342–344, ISSN 0721-6084.
- Paul Josef Cordes (Hrsg.): Helfer fallen nicht vom Himmel. Caritas und Spiritualität. Herder, Freiburg 2008, ISBN 978-3-451-29870-7.
- Paul Josef Cordes: Besiege das Böse mit dem Guten. Grenzen der Psychologie und die Kraft des Glaubens. Sankt Ulrich Verlag, Augsburg 2009, ISBN 978-3-86744-088-2.
- mit Manfred Lütz: Benedikts Vermächtnis und Franziskus’ Auftrag. Entweltlichung. Ein Streitgespräch. Herder, Freiburg im Breisgau 2013, ISBN 978-3-451-21977-1.
- Paul Josef Cordes: Drei Päpste. Mein Leben. Herder, Freiburg im Breisgau 2014, ISBN 978-3-451-33519-8.
- Paul Josef Kardinal Cordes: Dein Angesicht, Gott, suche ich. Media, Illertissen 2017, ISBN 978-3-945401-36-1.
- Paul Josef Kardinal Cordes: Glut unter der Asche. Jüngste Irrwege und verlässliche Wege der Kirche. Mit einem philosophischen Essay von Rocco Buttiglione. Be+Be-Verlag, Heiligenkreuz 2021, ISBN 978-3-903602-24-3.
- Paul Josef Kardinal Cordes, Andrzej Kucinski: Mut zum Christ sein. Ein Gespräch über Glaube und Kirche. fe-medienverlag, Kissleg 2024, ISBN 978-3-86357-400-0.